# Distretto di Pütürge
Il distretto di Pütürge (in turco Pütürge ilçesi) è uno dei distretti della provincia di Malatya, in Turchia.